# Johanna Weber
Johanna Weber   (Düsseldorf, 8 d'agost de 1910 - Farnham, 24 d'octubre de 2014) va ser una matemàtica alemanya, emigrada al Regne Unit.

## Vida i Obra
Weber a néixer a Düsseldorf, filla d'uns pagesos de la regió francòfona de Malmedy (avui a Bèlgica) que havien emigrat a Düsseldorf poc abans del seu naixement. El seu pare va morir el 1914 en una de les primeres escaramusses de la Primera Guerra Mundial. Com orfe de guerra, va gaudir de certs privilegis en l'accés a d'ensenyament. El curs 1929-30 va estudiar química, física i matemàtiques a la universitat de Colònia. Després va anar a la universitat de Göttingen en la qual es va graduar el 1935 i va fer un curs de preparació per a l'ensenyament els dos anys següents. Com que no estava afiliada al partit nazi no podia accedir a cap plaça docent i el 1937 va començar a treballar al laboratori de la planta d'armament Krupp d'Essen. El 1939 va començar a treballar a l'Institut de Recerca Aerodinàmica de Göttingen on va conèixer Dietrich Küchemann amb qui va col·laborar en desenvolupar els principis bàsics de la propulsió aerodinàmica dels avions de reacció.
En acabar la guerra, Göttingen va quedar sota administració britànica i les autoritats van paralitzar les activitats de l'Institut, però al cap de pocs mesos van encoratjar els científics que hi treballaven a fer informes de les seves activitats i a oferir-los contractes de treball de sis mesos a la Gran Bretanya. El 1946 Küchemann va signar el seu contracte i sis mesos més tard també ho va fer Weber. A partir de 1947 van tornar a treballar junts al Royal Aircraft Establishment (l'organització de recerca aeronàutica britànica) a Farnborough (Hampshire) fins a la mort d'ell el 1976. El 1953 van publicar conjuntament el llibre Aerodynamics of Propulsion amb els resultats més importants de les seves recerques, al mateix temps que adoptaven la nacionalitat britànica. A ella se li deuen els càlculs matemàtics dels requeriments dinàmics i mecànics necessaris pels vols supersònics que va fer possible el disseny del Concorde.
Després de retirar-se el 1975, va estudiar psicologia i geologia i, quan ja era molt gran, va ingressar en una residència a Farham (Surrey) on va morir amb 104 anys d'edat.